# Слава Україні! (флешмоб, 2018)
Флешмоб «Слава Україні!» — масова медійна акція у липні 2018 року, здійснена переважно українськими футбольними уболівальники і викликана переслідуваннями з боку Міжнародної федерації футболу (FIFA), яких зазнали спортсмени хорватської футбольної команди на Чемпіонаті світу з футболу 2018 року.
FIFA неодноразово звинувачувалась у корупції. Сам чемпіонат світу 2018 року був проведений із кількома значними скандалами — починаючи із звинувачення у підкупі щодо отримання права на його проведення у Росії та будівництва спортивної інфраструктури.

## Передумови
7 липня 2018 після перемоги хорватської команди над збірною Росії гравець збірної Хорватії і колишній захисник ФК «Динамо» (Київ) Домагой Віда та селекціонер київського клубу Огнєн Вукоєвич записали відео, в якому передали вітання українським вболівальникам. Віда на початку відео вигукнув «Слава Україні!», Вукоєвич додав: «Це перемога за „Динамо“ і за Україну. Хорватіє, вперед». Це відеозвернення викликало негативну реакцію в Росії, яка анексувала український Крим і веде проти України неоголошену війну на Донбасі.
9 липня хорватський футбольний союз позбавив Огнєна Вукоєвича акредитації на чемпіонаті 2018. На нього також був накладений штраф, розміром $ 15 тис..
Домагой Віда отримав попередження FIFA, його вчинок був розцінений як «неспортивна поведінка, що суперечить принципам чесної гри».
У відповідь українські уболівальники влаштували флешмоб на сторінці Міжнародної федерації футболу у Facebook.

## FIFA
За короткий період українці розмістили на сторінці FIFA численні коментарі «Слава Україні!» різними мовами і виставили сторінці найнижчу оцінку (1) з критикою на адресу FIFA. Станом на 10-те липня кількість оцінок становила близько 158 тисяч, а рейтинг сторінки впав до 1,1 з 5 зірок, після чого FIFA заблокувала можливість додавати відгуки і оцінки.
Також був розпочатий збір коштів на компенсацію штрафу.
Про флешмоб написали The New York Times та Reuters.

## Газпром
Після блокування відгуків і оцінок на сторінці FIFA 10 липня українці обвалили рейтинг Facebook-сторінки російського газового монополіста Газпром до 1.5 пункта з 5 можливих, залишаючи оцінки в один бал українці масово з вечора разом із коментарями «Слава Україні!» та «Слава Хорватії!». За кілька годин у рейтингу назбиралося до 700 низьких оцінок, після чого Газпром відключив можливість оцінювання. Услід за Газпромом свої Facebook-рейтинги почали закривати також інші російські підприємства і відомства, зокрема МЗС Росії.